# Pseudoscopelus lavenbergi
Pseudoscopelus lavenbergi és una espècie de peix de la família dels quiasmodòntids i de l'ordre dels perciformes.

## Etimologia
Pseudoscopelus prové dels mots grecs pseudes (fals) i skopelos (un peix llanterna), mentre que lavenbergi honora la figura de Robert J. Lavenberg per les seues contribucions al coneixement del gènere Pseudoscopelus.

## Descripció
El cos, allargat, fa 18,1 cm de llargària màxima. 8 espines i 23-25 radis tous a les dues aletes dorsals. Aleta caudal bifurcada. Aletes pectorals amb 12-15 radis tous i pelvianes amb 1 espina i 5 radis tous. Absència d'aleta adiposa. 37-39 vèrtebres (17-18 preanals). Els fotòfors de l'aleta postventral són curts i no s'estenen fins a l'anus. Absència de fotòfors maxil·lars. Boca terminal. Línia lateral no interrompuda i amb 77-81 escates.

## Hàbitat i distribució geogràfica
És un peix marí, batipelàgic (entre 0 i 2.100 m de fondària) i de clima subtropical (32°N-23°S), el qual viu al Pacífic oriental: des de Califòrnia (els Estats Units) fins a Xile, incloent-hi les illes Hawaii, Mèxic, l'Equador continental i les illes Galápagos.

## Observacions
El seu índex de vulnerabilitat és de baix a moderat (30 de 100).